# Geovalla

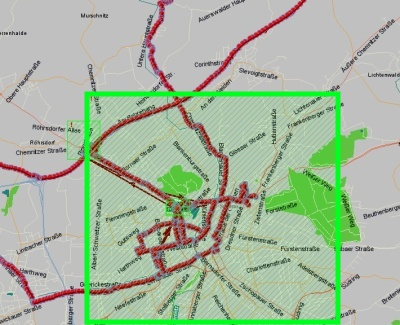
Geovalla en software de seguimiento GPS

Una geovalla o geocerca es un perímetro virtual de un área geográfica del mundo real. 
Una geovalla puede generarse dinámicamente como un radio alrededor de la situación de un punto. O puede ser un conjunto predefinido de límites, como las zonas de asistencia a un colegio o los límites de un barrio. También se usan geovallas digitalizadas a medida del usuario.
Cuando el usuario de un localizador de un servicio de localización (LBS), entra o sale de una geovalla, el aparato recibe una notificación. Esta notificación puede contener información sobre la localización del aparato. La notificación de geovalla puede ser enviada a un teléfono móvil o a una cuenta de correo electrónico.
El geovallado, usado con servicios de localización de niños, pueden notificar a los padres cuando un niño abandona un área designada.
El geovallado es un elemento crítico del hardware y software telemático. Permite a los usuarios del sistema dibujar zonas alrededor de áreas de trabajo, sitios de usuarios y áreas seguras. Estas geovallas cuando se cruzan por un vehículo o persona equipada con un localizador pueden disparar un aviso al usuario o operador vía SMS o correo electrónico.
Otras aplicaciones incluyen el envío de alertas si roban un vehículo y notificar a los guardas cuando los animales salvajes entran en zona habitada o granjas.
El geovallado en un modelo de estrategia de seguridad proporciona seguridad a las redes de área local inalámbricas. Esto se hace usando límites predefinidos, p.ej., el espacio de una oficina con los límites establecidos por tecnología de posicionamiento adjunta a servidores especialmente programados. El espacio de la oficina es una localización autorizada para los usuarios designados y los aparatos móviles inalámbricos.